# Всеволод Мстиславич (князь смоленский)
Всеволод Мстиславич (1 половина XIII века) — князь псковский (1213), князь новгородский (1218—1221), князь смоленский (ок.1238—?), сын Мстислава Романовича Старого. По одной из основных версий является Всеволодом (князем герсикским) .

## Биография
В 1218 году отец отправил Всеволода княжить в Новгород на место старшего сына Святослава:
приимҍте себҍ князя Всеволода, а Святослава старҍишаго пустите ко мнҍ

В том же году он ходил с 16-тысячным войском, в том числе новгородцами, против немцев и ливов к Вендену и вернулся с победой. Однако Всеволод унаследовал вражду брата к посаднику Твердиславу. В 1220 году он выехал в Смоленск, оттуда Всеволод поехал в Торжок, и когда возвратился в Новгород, то поднял половину его жителей на Твердислава, хотел убить его, а Твердислав был в это время болен. Всеволод пошёл с Городища, где жили со всем своим двором новгородские князья, одевшись в брони и как на рать, и приехал на Ярославово Дворище, куда сошлись к нему новгородцы, также вооруженные, и стали полком на княжьем дворе. Больного Твердислава вывезли на санях к Борисоглебской церкви, куда к нему на защиту собрались жители Прусской улицы, Людина конца, загородцы и стали около него пятью полками. Князь, увидев, что они готовы стоять насмерть, не пошёл на них, а прислал для примирения владыку Митрофана, который помирил обе стороны. Но Твердислав сам отказался от посадничества по причине болезни. Примирение не было прочно; в следующем 1221 году новгородцы изгнали Всеволода:
Показаша путь новгородци князю Всеволоду:
«не хощемъ тебе; поиди, камо хощеши»;
и онъ абие иде къ отцу своему в Русь

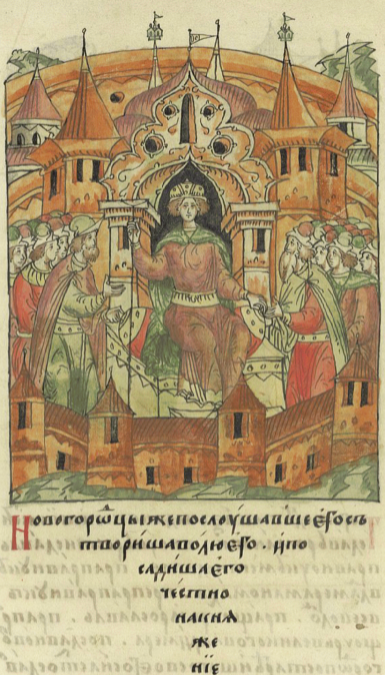
Всеволод Смоленский на Новгородском престоле

В 1223 году Всеволод ходил против татар и участвовал в битве на Калке.
В 1238 году по смерти старшего брата Святослава он стал князем в Смоленске. Во время монгольского нашествия на Русь в марте 1238 года основная часть монгольских сил проходила через район Долгомостья в 30 км восточнее Смоленска, и литературное произведение («Житие Меркурия Смоленского») сообщает о разгроме монгольского войска. Позиция Всеволода (или его предшественника Святослава) не выяснена. В 1239 году, город был отбит у литовцев, Ярослав Всеволодович (князь владимирский) вернул Всеволоду смоленское княжение. После этого упоминания о Всеволоде Мстиславиче исчезают из источников.